# Drinnies
Drinnies (Eigenschreibweise DRINNIES) ist ein deutschsprachiger Podcast von Giulia Becker und Chris Sommer, der jeweils dienstags (am „Drinnie-Dienstag“) bei Streaming-Anbietern wie Spotify oder Deezer sowie als RSS-Feed erscheint. Der Name spielt auf die Sicht Introvertierter an, um die es im Podcast geht.

## Inhalt
Giulia Becker und Chris Sommer betreiben den Podcast gemeinsam seit dem 4. Dezember 2020. Becker ist eine deutsche Autorin, Musikerin und Fernsehmoderatorin. Sie veröffentlichte 2019 den Roman Das Leben ist eins der Härtesten und wurde unter anderem durch die Fernsehsendung Neo Magazin Royale und die Carolin Kebekus Show bekannt. Chris Sommer stammt ursprünglich aus der Schweiz und lebt derzeit in Köln. Er arbeitet als Autor für Film, Fernsehen und Comedy (Instagram) und war unter anderem bereits als Comedy-Autor für das ZDF Magazin Royale tätig.
Der Podcast berichtet aus der Sicht introvertierter und zurückhaltender Menschen – „aus der Komfortzone“, also direkt von zu Hause – über das Weltgeschehen. Mittlerweile gibt es knapp 200 Folgen (Stand: Dezember 2024) mit jeweils einer Länge von ca. 40 Minuten. Dabei beginnt jede Folge mit einem Signalton und darauffolgender Werbung, die den Podcast finanzieren soll. Danach folgt erst das eigentliche Intro des Podcasts und die Standard-Begrüßungsformel "Wir hoffen es geht euch gut, und wenn nicht, ist auch okay". 
Am Ende jeder Folge werden meistens die Gags aus der Folge nochmals kurz aufgegriffen, danach folgt die Verabschiedung und das Outro.

## Rubriken & wiederkehrende Themen
Im Podcast gibt es verschiedene, unregelmäßig erscheinende Rubriken, die mit verschiedenen Intros in jeder Folge eingeleitet werden.
- „Introvertipp“: Ein Tipp für alle Introvertierten. Hierbei kann die Community Tipps und Kniffe für alltägliche Herausforderungen per E-Mail oder Direktnachricht auf Instagram schicken. Diese Tipps werden so an alle Drinnies weitergegeben.[3]
- „Bubble-Update“: In dieser Rubrik stellen Giulia und Chris jeweils eine neue Social-Media-Bubble vor, in welche sie in letzter Zeit auf Social Media geraten sind.
- „Der Drinnie des Monats“: Hier wird jeden letzten Dienstag im Monat der „Drinnie des Monats“, also der introvertierteste Mensch aus der Community gekürt. Dabei kann jeder Hörer teilnehmen und eine E-Mail mit seiner Drinnie-Geschichte an den Podcast schicken. Giulia und Chris werden dann die beste Geschichte vorlesen und somit den Titel vergeben.
- „Snack der Woche“: In dieser Rubrik wird ein Snack (oder mehrere) vorgestellt, der in dieser Woche bei den Podcastern Giulia und Chris besonders hervorgestochen ist, dabei kann man auch wieder selbst Empfehlungen per DM oder E-Mail an die beiden schicken. Diese Rubrik wird vor allem durch Auslandsaufenthalte geprägt und kommt dann verstärkt zum Einsatz[4].
- „Die freundliche Erinnerung“: Ein Erinnerungs-Service, bei welchem sich die Hörer von Drinnies von Giulia und Chris durch den Podcast an bestimmte Ereignisse oder Aufgaben in deren Leben erinnern lassen können.
- „Drinsider, scharf nachgefragt“. Es werden Fragestellungen beantwortet, die sich hauptsächlich um alltägliche Situationen drehen, die insbesondere für introvertierte Menschen äußerst unangenehm sind. Darunter fallen häufig Interaktionen mit anderen Menschen. Die Moderatoren des Podcast bemühen sich, auf komödiantische Weise Hilfestellungen zum Vermeiden der Situation zu geben.
- „Ausgekippt – das gehört hier aber nicht hin!“: In dieser Rubrik geht es um ungelöste Fälle, in denen absichtlicherweise etwas an einer Stelle ausgekippt oder abgeladen wurde, das dort nicht hin gehört, wie z. B. große Mengen an Lebensmitteln in einem Waldstück.
- „In & Out“: Giulia und Chris stellen abwechselnd ihr In und Out der Woche vor, also Dinge oder Situationen, die sie diese Woche besonders positiv oder negativ gestimmt haben.

## Auszeichnungen und Nominierungen
Drinnies ist drei Mal mit dem deutschen Podcastpreis ausgezeichnet worden: In den Jahren 2021 und 2022 in der Kategorie „Bestes Talk-Team“ und im Jahr 2022 zusätzlich in der Kategorie „Bester Independent Podcast“.
Im Jahr 2023 wurde der Podcast bei der Verleihung des deutschen Podcastpreis erneut für verschiedene Kategorien nominiert.

## Mediale Resonanz
Der Podcast erhielt unter anderem Aufmerksamkeit von dem WDR-Angebot kugelzwei und der Zeit. Die Artikel beschreiben den Podcast und legen den Fokus darauf, dass jener aus der Sicht zweier introvertierter Persönlichkeiten erzählt wird. Laut einem Spiegel-Porträt von Becker und Sommer im März 2024 wird der Podcast, dem es gelänge, „Stubenhockertum zu adeln“, monatlich etwa eine Million Mal von hunderttausenden Zuhörenden abgerufen.